# مارغريتا زيمارمان
مارغريتا زيمارمان (بالإسبانية: Margarita Zimmermann)‏ هي مغنية ومغنية أوبرا أرجنتينية، ولدت في 17 أغسطس 1942 في بوينس آيرس في الأرجنتين.

## وصلات خارجية
- مارغريتا زيمارمان على موقع ميوزك برينز (الإنجليزية)
- مارغريتا زيمارمان على موقع أول ميوزيك (الإنجليزية)
- مارغريتا زيمارمان على موقع ديسكوغز (الإنجليزية)